# Eumichtis subterminalis
Eumichtis subterminalis là một loài bướm đêm trong họ Noctuidae.